# Richard Crassot
Richard Crassot ou Crassor (v. 1530 – après 1581) est un musicien et compositeur français actif au milieu du XVIe siècle.

## Biographie
François Lesure a donné en 1966 les principaux et rares éléments connus de sa biographie.
Probablement originaire de Nantes, il est d’abord repéré en 1556 à Troyes, où il accepte un poste de maître des enfants à la cathédrale. Il s’enfuit de Troyes le 29 mars 1560, laissant derrière lui quelques dettes. On peut supposer qu’il se rapproche ensuite de Lyon et de la Genève calviniste, puisque deux éditions de son harmonisation du Psautier de Genève, à quatre parties, paraissent à Lyon en 1564 et 1565. L'ouvrage montre qu'il s'est, à cette époque, rapproché de la Réforme protestante.
Il demeure encore à Lyon en octobre 1566, vivant d’une occupation inconnue, puisqu’il signe là un contrat de location de quatre ans pour trois chambres dans la maison d’un artisan.
Sa trace se perd ensuite pendant quelques années. Il faut supposer qu'il abandonna la religion huguenote, peut-être après le massacre de la Saint-Barthélemy, car on le retrouve en 1573 à la cathédrale Sainte-Croix d’Orléans, là encore comme maître des enfants de chœur (il succéda à Michel Lucquet, présent dès 1563, qui occupait encore le poste en 1572). En 1581, Crassot cèdera la place à Michel Rachel, pour devenir maître de la psallette de la collégiale Saint-Martin de Tours : un document tourangeau indique que le nouveau maître de musique achète alors les biens des héritiers d'Esmond Amonnet, chanoine de Saint-Martin (meubles, bâtiments et terres sis en la paroisse de Saint-Symphorien) à charge pour lui d’acquitter tous les frais funéraires et dettes s’il s’en présente. Ce dernier acte montre qu’il avait pu atteindre à une certaine aisance. On n'a plus aucune indication sur lui après cette date.

## Œuvres

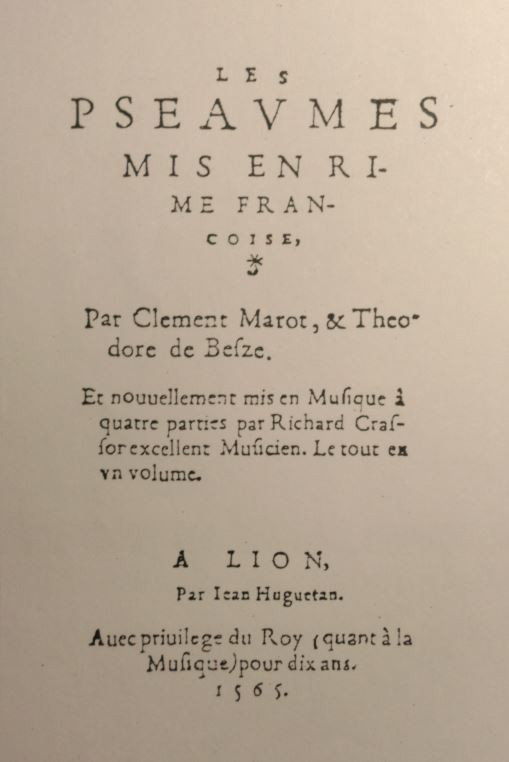
Page de titre des Psaumes de Richard Crassot (Lyon, 1565). Lyon BM.

De Crassot on ne connaît que le recueil des 150 psaumes du Psautier de Genève, harmonisés à quatre voix en style homophonique (dit aussi « note contre note »). Deux éditions ont été retrouvées :
- Les Pseaumes mis en rime françoise par Clément Marot et Théodore de Besze. Et nouvellement mis en musique à quatre parties par Richard Crassot excellent musicien. Le tout en un volume. - Lyon : Thomas de Straton, 1564. - 16°, [320] + [112] f.[7]

Les quatre voix sont disposées en regard. À la suite sont incluses les Prières avant et après le repas mises en musique par Antoine de Hauville, musicien mineur actif à Lyon à cette époque. L'ouvrage suivi par La Forme des prières ecclésiastiques. Exemplaires à Douai BM, La Flèche BPM et Stockholm MAB.
Nouvelle édition en 1565 :
- [Même titre]. - Lyon : Jean Huguetan, 1565. - 16°, 432 f.[8] Exemplaire à Lyon BM : Rés FM 813292.

- Enfin il est possible que ce psautier ait été réédité à Genève vers 1569. Du Verdier[9] mentionne que "Richard Crassot a mis les CL Psalmes de David en musique, à quatre parties ; imprimées toutes en un volume in-16 avec la lettre tout au long de tous lesdits psalmes : imprimés à Genève". La date de 1569, qui reste hypothétique, provient d’une mention de Becker 1855 col. 58.

Dans sa nature et sa destination, cet ouvrage est tout à fait comparable aux harmonisations du Psautier de Genève données par Claude Goudimel ou Philibert Jambe de fer cette même année 1564.
Éditions modernes :
- Les Ps. 51 et 25 ont été transcrits dans Douen 1879, vol. 2, p. 113-116.
- Les Ps. 8, 66, 105, 126 et 136, traduits en allemand, ont été publiés aux éditions Carus entre 1995 et 1997, par Alexander Wagner (Carus 14370, 14366, 14368, 14369), de même que les Ps. 47, 89, 107, 121, 138, le Décalogue et le Cantique de Siméon (chœur mixte à 4 voix, avec doublures instrumentales aux trombones (Posaunenchor).
- Les Ps. 8, 9, 13, 22, 32, 38, 61, 68, 100, 104, 137, 138, 144, 148 et 150 ont été transcrits dans Labelle 1981.
- Aucune édition critique du psautier complet de Crassot n'a été entreprise.